# Elephas recki
Elephas recki – wymarły gatunek słonia. Osiągał 4,5 metra wysokości i był największym  słoniem jaki kiedykolwiek żył, większy od mamuta kolumbijskiego. Egzystował w Afryce, choć pojedyncze znaleziska pochodzą też z półwyspu Arabskiego. Najstarsze znaleziska mają minimum 3,6 miliona lat, a najmłodsze z plejstocenu około 900 tysięcy lat temu. Jest też jedno niekompletne znalezisko z Egiptu z utworów holocenu, jest ono jednak dyskusyjne. Słoń indyjski należy do tego samego rodzaju co Elephas recki.

## Podgatunki
- Elephas recki brumpti Beden, 1980
- Elephas recki shungurensis Beden, 1980
- Elephas recki atavus Arambourg, 1947
- Elephas recki ileretensis Beden, 1987
- Elephas recki recki Dietrich, 1916